# Valeria Di Clemente
Valeria Di Clemente (* 1975) ist eine italienische Altgermanistin.

## Leben und Wirken
1994 bis 1999 studierte Valeria Di Clemente Deutsch und Literatur an der Universität “Gabriele d’Annunzio” in Chieti-Pescara. An der Universität Siena-Arezzo wurde sie 2004 in Deutscher Philologie und Linguistik promoviert. 2007 verlieh ihr die Universität Chieti-Pescara die Lehrerlaubnis für Deutsche Sprache und Kultur.
2007 bis 2009 arbeitete Valeria Di Clemente als Postdoktorandin an der Universität Chieti-Pescara. 2010 bis 2011 unterrichtete sie Deutsch als Gymnasiallehrerin.
2011 wurde Valeria Di Clemente „Ricercatrice a tempo determinato“ für Germanische Philologie an der Universität Catania, Abteilung Fremdsprachen und Literatur (Ragusa) mit den Arbeitsschwerpunkten Germanische Philologie, Diachronie des Sprachwandels und Deutsche Sprache. 2019 wurde sie „Professore associato“.

### Forschungsschwerpunkte
- Medizinisch-pharmazeutische Literatur im Alt-, Mittel- und Frühneuhochdeutschen, Mittelniederdeutschen, Mittelniederländischen und Mittelenglischen
- Germanisches Sprachelement und Kulturerbe im mittelalterlichen Schottland. Early scots literature
- Germanische Anthroponymie
- Women’s Studies im europäischen Mittelalter (bes. Deutschland, England, Italien, Schottland, Skandinavien)
- Rezeption von mittelalterlichen Kultur- und Literaturthemen im 20. und 21. Jahrhundert
- Sprachkontakte und Mehrsprachigkeit im mittelalterlichen Westeuropa
- Agathe Laschs Erbe in der deutschen Philologie und Geschichte

Als ehrenamtliche Mitarbeiterin verfasste sie mehrere Artikel zur „Enciclopedia delle donne online“ (www.enciclopediadelledonne.it).

### Auszeichnungen
- Prof. P. Scardigli-Gedächtnis-Preis 2011 für die Abhandlung Testi medico-farmaceutici tedeschi nell'XI e XII secolo. Edizioni dell'Orso, Alessandria 2009

## Werke (Auswahl)
Eine ausführliche Liste der wissenschaftlichen Veröffentlichungen auf der Seite der Universität Catania.
- Contributo allo studio del Prüller Kräuterbuch: l’erbario Cod. Vindob. 1118 ff. 80v–81v. In: Itinerari. (Serie 2:) Nr. 1/2, 2003, S. 71–90.
- Patologie e medicamenti nello Zürcher Arzneibuch. In: Linguistica e filologia. Band 22, 2006, S. 19–53, doi:10.6092/LeF_22_p19.
- Il Prüller Kräuterbuch: Aspetti paleografici e grafematici del testimone Clm. 536. In: Elisabetta Fazzini, Eleonora Cianci (Hrsg.): I Germani e la scrittura. Atti del XXXIII Convegno dell’Associazione Italiana di Filologia Germanica (Pescara 7–9 giugno 2006). Edizioni dell’Orso, Alessandria 2007, ISBN 978-88-6274-016-6, S. 113–125.
- Appunti sulla tradizione dell’Arzneibuch Ypocratis: Bamberger Arzneibuch e Zürcher Arzneibuch a confronto. In: Università degli Studi G. d'Annunzio di Chieti. Dipartimento di Studi Medievali e Moderni. Quaderni della sezione di glottologia e linguistica. Band 19/20, 2009, S. 15–38.
- Latino e tedesco nella letteratura farmaceutica all’inizio del XII secolo: la ricetta per la preparazione della grune salva. In: Itinerari. Nr. 1/2, 2009, S. 119–136.
- Testi medico-farmaceutici tedeschi nell’XI e XII secolo (= Alemannica. 3). Edizioni dell’Orso, Alessandria 2009, ISBN 978-88-6274-177-4.
- Personaggi del mito nordico nella poesia islandese contemporanea: The Messenger di Birgitta Jónsdóttir. In: The Character Unbound. Studi per William N. Dodd. Bibliotheca Aretina, Arezzo 2010, ISBN 978-88-903255-8-8, S. 105–120.
- L’Emmeramer Rezeptar und Kräuterbuch (Clm 14851 ff. 115v–119r). In: Elisabetta Fazzini (Hrsg.): Il tedesco superiore. Tradizione scritta e varietà parlate (= Alemannica. 4). Edizioni dell’Orso, Alessandria 2011, ISBN 978-88-6274-259-7, S. 277–304.
- Vicende della letteratura medico-prognostica pseudo-ippocratea nell’Europa medievale: la cosiddetta Capsula Eburnea (Analogium Hippocratis, Liber Veritatis Hippocratis, Secreta Hippocratis) e la sua ricezione in area alto-tedesca (XI/XII–XV sec.). In: Itinerari. Nr. 2, 2011, S. 49–74.
- Antroponimia femminile nella Scozia del XIII secolo: la testimonianza del Ragman Roll (1296). In: Reti medievali. RM. Rivista. Band 13, Nr. 2, 2012, S. 301–331, doi:10.6092/1593-2214/363.
- L’elemento onomastico e lessicale di origine germanica nella Dichiarazione di Arbroath (1320) (= Le scritture della buona vita. 2). Euno edizioni, Leonforte 2012, ISBN 978-88-97085-74-4.
- A note on the glosses to the Zürcher Arzneibuch. In: Linguistica e filologia. Band 34, 2014, S. 35–51, doi:10.6092/LeF_34_p35.
- Il Verso dello scriba di San Gallo (San Gallo, Stiftsbibliothek, codd. 623 e 166). In: Il Guastatore. Band 2, Nr. 1, 2014, S. 71–78.
- La ricezione della Capsula eburnea in bassotedesco medio. In: Filologia germanica. Band 6, 2014, S. 67–89.
- People and personal names in the Scandinavian runic inscriptions of the Isle of Man. In: Itinerari. Nuova Serie Nr. 3, 2014, S. 219–245.
- The Names of the burgenses in the Ragman Roll. In: Onoma. Band 49, 2014, S. 77–103, doi:10.2143/ONO.49.0.3285499.
- Emma/Aelfgifu: nomi e identità nella testimonianza della Cronaca Anglosassone. In: Maria Elena Ruggerini, Veronka Szoke (Hrsg.): Dee, profetesse, regine e altre figure femminili nel Medioevo germanico. Atti del XL convegno dell’Associazione Italiana di Filologia Germanica. Cagliari, 29–31 maggio 2013. CUEC, Cagliari 2015, ISBN 978-88-8467-921-5, S. 105–128.
- Die frühmittelhochdeutsche fragmentarische Übersetzung des pseudo-galenischen De Dynamidiis. In: Filologia germanica. Band 8, 2016, S. 101–121.
- Dit siin .24. tekene der doot die Ypocras met hem dede grauen e la ricezione della Capsula eburnea in nederlandese medio. In: Filologia germanica. Band 9, 2017, S. 19–43.
- Tra contaminazione, invenzione, riscrittura e intersemiosi: il Sigfrido a fumetti del Giornalino (1985). In: Maria Grazia Cammarota, Roberta Bassi (Hrsg.): Riscrittura e attualizzazione dei testi germanici medievali (= Biblioteca di linguistica e filologia. 5). Bergamo University Press, Bergamo 2017, ISBN 978-88-6642-255-6, S. 191–213.
- Women’s names of Germanic origin in the Ragman Roll (1296). In: Onoma. Band 52, 2017, S. 27–44, doi:10.34158/ONOMA.52/2017/2.
- als Herausgeberin: Aspetti della letteratura medica tedesca medievale. Euno Edizioni, Leonforte (EN) 2018, ISBN 978-88-6859-091-8, S. 1–120.
- Eredità germaniche e antroponimia personale nella Scozia del XIII secolo. La testimonianza del Ragman Roll. In: Dagmar Gottschall (Hrsg.): Il ruolo delle lingue e delle letterature germaniche nella formazione dell’Europa medievale. Edizioni Milella, Lecce 2018, ISBN 978-88-3329-033-1, S. 67–87.
- Foreign Language Influences and Vocabulary for Special Purposes: Some Examples from Twelfth-Century German Medical Texts. In: Nolwena Monnier (Hrsg.): Languages for Specific Purposes in History. Cambridge Scholars Publishing, Newcastle upon Tyne 2018, ISBN 978-1-5275-1119-4, S. 58–73.
- Gli usi dell’elemento gnomico nel Bruce di John Barbour. In: Marina Cometta, Elena Di Venosa, Andrea Meregalli, Paola Spazzali (Hrsg.): La tradizione gnomica nelle letterature germaniche medievali (= Di/segni. 27). Ledizioni, Mailand 2018, ISBN 978-88-6705-828-0, S. 101–119.
- La Dichiarazione di Arbroath. (1320). Casa Editrice Limina Mentis, Villasanta (MB) 2018, ISBN 978-88-99433-24-6.
- La medicina nell’Occidente medievale e gli inizi della letteratura medica in volgare in area alto-tedesca. In: Valeria Di Clemente (Hrsg.): Aspetti della letteratura medica tedesca medievale. Euno Edizioni, Leonforte (EN) 2018, ISBN 978-88-6859-091-8, S. 31–52.
- “The Kingis Hart”: la figura di James Douglas nel “Bruce” di John Barbour. In: Eleonora Cianci (Hrsg.): L’amicizia nel Medioevo germanico. Studi in onore di Elisabetta Fazzini. LED Edizioni Universitarie di Lettere Economia Diritto, Mailand 2018, ISBN 978-88-7916-846-5, S. 161–195.
- Traduzione (e rifunzionalizzazione?) di un testo ‘medico’ in Frühmittelhochdeutsch: il frammento Bamberger Arzneibuch f. 1v, rr. 22(23)–30(31). In: Valeria Di Clemente (Hrsg.): Aspetti della letteratura medica tedesca medievale. Euno Edizioni, Leonforte (EN) 2018, ISBN 978-88-6859-091-8, S. 91–119.
- Ælfgiue on englisc, Ymma on frencisc: linguistic and other identities in anglo-saxon chronicle, MS F, 1017. In: Medioevo europeo. Band 3, Nr. 1, 2019, S. 5–17, (online).
- Masculine Given Names of Germanic Origin in the Ragman Roll (1296). In: Matthew Hammond (Hrsg.): Personal Names and Naming Practices in Medieval Scotland (= Studies in Celtic History. 39). The Boydell Press, Woodbridge 2019, ISBN 978-1-78327-428-4, S. 148–165.
- Ælfgifu di Northampton in alcune voci dell’XI secolo. In: Rossella Liuzzo, Daria Motta (Hrsg.): Silenzi e inclusioni: donne tra oriente e occidente (ss. XI–XXI). Agorà, Lugano 2020, ISBN 978-88-89526-79-8.
- Alberada e la voce degli altri: un riesame. In: Maria Carreras i Goicoechea, Sabina Fontana, Souadou Lagdaf (Hrsg.): Identità femminili. Appartenenze etnico-religiose ed espressioni di potere. Agorà, Lugano 2020, ISBN 978-88-89526-40-8, S. 163–177.
- Guerra e pace. Le iscrizioni runiche scandinave nella grotta di San Molaise, Holy Island (Scozia). In: Gigliola Nocera (Hrsg.): Guerre, conflitti e crisi. Confinamenti e contaminazioni al fronte delle culture globali. Agorà, Lugano 2020, ISBN 978-88-89526-61-3, S. 97–112.
- Strenuissimus princeps, rex et dominus noster. Figure e temi della prima guerra di indipendenza scozzese tra storia e letteratura (XIV–XV secolo) (= Le scritture della buona vita. 15). Siké Edizioni, Leonforte (EN), 2020, ISBN 978-88-3334-048-7.
- Tam iure quam meritis: narrazioni pro-Bruce tra XIV e XV secolo. In: Felice Rappazzo, Giuseppe Traina (Hrsg.): I linguaggi del potere. Atti del convegno internazionale di studi (Ragusa Ibla, 16–18 ottobre 2019) (= Eterotopie. 653). Mimesis, Sesto San Giovanni (MI) 2020, ISBN 978-88-575-6562-0, S. 107–117.
- Abbatissae uenerabili Heanfled agnominatae. An etymological-onomastic note on a unique (?) Anglo-Saxon woman’s name (S904). In: Neuphilologische Mitteilungen. Band 122, Nr. 1-2, 2021, S. 233–247, doi:10.51814/nm.107989.
- La ricezione della Capsula eburnea nell’Inghilterra medievale. I Secreta Ypocratis del ms. Londra, British Library, Add. 34111, ff. 231r–233v. Euno Edizioni, Leonforte (EN) 2021, ISBN 978-88-6859-208-0.
- Eau et paysage aquatique dans le Bruce de John Barbour. In: Tri Tran (Hrsg.): L’eau en Écosse. = Water in Scotland. Actes du colloque 2018 de la Société française d’études écossaises 2018 (= Annales littéraires de l’Université de Franche-Comté. 1029 = Annales littéraires de l’Université de Franche-Comté. Série Caledonia. 6). Presses Universitaires de Franche-Comté, Besançon 2022, ISBN 978-2-84867-904-4, S. 27–52.